# Богуты (озеро, низовья реки Богуты)
Богуты (Кок-Куль), также Нижнее Богутинское — озеро в России, расположено в Кош-Агачском районе Республики Алтай. Размеры озера — 1520 на 570 метров. Площадь поверхности — 0,72 км².

## Этимология
Могута, Мыюта, Мыйту от монг. могой — змея; можно сравнить с калм. могата — змеиный, со змеями.

## Описание
В озеро впадает река Богуты, протекающая через ряд вышележащих озёр (Адай, Богуты). Расположено озеро в заболоченной, безлесной местности на высоте около 2400 метров над уровнем моря. Глубина озера — 3,5-4 м, максимума — 5 м — достигает около запруживающей морены. Дно сложено гранитными валунами и скалами, покрыто слоем ила светло-серого цвета.